# Американские конституции 1776 года
Американские конституции 1776 года — первые конституции Американских штатов, принятые в 1776 году и начале 1777 года Ассамблеями и Конституционными конвентами американских колоний, которые объявили эти колонии независимыми штатами. Конституции были приняты всеми Тринадцатью колониями кроме Коннектикута, правительство которого продолжало функционировать на основе королевской хартии 1662 года.
Ход Американской революции привёл к принятию Декларации независимости, которая покончила с королевской и проприетарной властью в колониях, что потребовало создания новых форм управления. Ещё 10 мая 1776 года Конгресс принял резолюцию, рекомендующую колониям сформировать новые правительства. Некоторые колонии уже приняли свои конституции, а через год уже все колонии, кроме трёх, имели таковые. Конституции создавались под сильным влиянием демократических настроений. Они основывались на прежнем опыте самоуправления, поэтому не отказывались полностью от прошлых методов. Но все они были проникнуты идеалами республиканизма.
В первую очередь конституции были нацелены на защиту прав человека, нарушение которых и привело к разрыву с Великобританией. Каждая начиналась с декларации прав или с билля о правах. Конституция Вирджинии содержала декларацию принципов: суверенитет народа, сменяемость властей, свободу выборов, суд присяжных, свободу печати, право большинства на реформу правительства. Все конституции формировали три ветви власти: исполнительную, законодательную и судебную. Самой радикальной была Конституция Пенсильвании, которая давало право голоса любому налогоплательщику.
Ни одна из конституций не давала всеобщего избирательного права, права голосования для женщин, а в южных штатах права человека не признавались за чернокожими рабами.

### Статьи
- W. F. Dodd. The First State Constitutional Conventions, 1776-1783 // The American Political Science Review. — American Political Science Association, 1908. — Т. 2, вып. 4. — С. 545-561. — doi:10.2307/1944479.
- Terry W. Lipscomb. The South Carolina Constitution of 1776 (англ.) // The South Carolina Historical Magazine. — South Carolina Historical Society, 1976. — Vol. 77, iss. 2. — P. 138-141.
- William Clarence Webster. Comparative Study of the State Constitutions of the American Revolution (англ.) // The Annals of the American Academy of Political and Social Science. — Sage Publications, In, 1897. — Vol. 9. — P. 64-104. — JSTOR pdf/1009670.pdf.